# Choreschim
Choreschim  (hebräisch חוֹרְשִׁים, deutsch Zimmerleute) ist ein im Jahre 1955 gegründeter Kibbuz. Dieser befindet sich im RV Drom HaScharon im Zentralbezirk Israels. 2018 zählte der Kibbuz 330 Einwohner. Der Name des Kibbuz geht auf das biblische Tal der „Zimmerleute“ (I Chron. 4:14) zurück.